# Karpiłówka (rejon kamieński)
Karpiłówka (ukr. Карпилівка) – wieś na Ukrainie w rejonie kamieńskim obwodu wołyńskiego.

## Historia
Pod koniec XIX w. wieś w gminie Soszyczno, w powiecie kowelskim.
W czasie okupacji niemieckiej mieszkająca tutaj Ukrainka Anastasija Hocyk ukrywała w swoim domu dziewięcioletnią Żydówkę Maszę Volfstal, za co w 2005 roku Instytut Jad Waszem uhonorował ją pośmiertnie (została zamordowana na początku 1944 roku przez banderowców) tytułem Sprawiedliwej wśród Narodów Świata.